# Liste der Baudenkmale in Göhren-Lebbin
In der Liste der Baudenkmale in Göhren-Lebbin sind alle denkmalgeschützten Bauten der Gemeinde Göhren-Lebbin (Mecklenburg-Vorpommern) und ihrer Ortsteile aufgelistet. Grundlage ist die Veröffentlichung der Denkmalliste des Landkreises Mecklenburgische Seenplatte (Auszug) vom 20. Januar 2017.

## Baudenkmale nach Ortsteilen

### Göhren-Lebbin
| ID  | Lage                    | Bezeichnung | Beschreibung | Bild           |
| --- | ----------------------- | --- | --- | -------------- |
| 142 | Schlossstraße 1 (Karte) | Gutsanlage mit Herrenhaus                                                                                                 | Gutsanlage mit Herrenhaus (sog. Schloss Blücher oder Schloss Lebbin), Park, 2 Wirtschaftsgebäude, Gedenkstein zur Vermählung von Großherzog Friedrich Franz IV. v. Mecklenburg-Schwerin mit Alexandrine v. Braunschweig-Lüneburg | Weitere Bilder |
| 142 | Schlossstraße 1         | Park und | |                |
| 142 | Schlossstraße 1         | 1. Wirtschaftsgebäude und                                                                                                 | |                |
| 142 | Schlossstraße 1         | 2. Wirtschaftsgebäude und                                                                                                 | |                |
| 142 | Schlossstraße 1         | Gedenkstein zur Vermählung von Großherzog Friedrich Franz IV. v. Meckl.-Schwerin mit Alexandrine v. Braunschweig-Lüneburg | |                |
| 140 | Schlossstraße 2/3       | Wohnhaus | |                |
| 141 | Schlossstraße 23/24     | Wohnhaus mit | |                |
| 141 | Schlossstraße 23/24     | rückwärtigem ehem. Pferdestall                                                                                            | |                |

### Kisserow
| ID  | Lage         | Bezeichnung                      | Beschreibung | Bild |
| --- | ------------ | -------------------------------- | ------------ | ---- |
| 278 | Wiesenweg 23 | Wirtschaftsgebäude               |              |      |
| 279 | Wiesenweg 18 | Wohnhaus mit                     |              |      |
| 279 | Wiesenweg 18 | Wirtschaftsg. (Reiterhof Helmes) |              |      |
| 280 | Wiesenweg 27 | Wohnhaus mit                     |              |      |
| 280 | Wiesenweg 26 | 1. Wirtschaftsgebäude            |              |      |
| 280 | Wiesenweg 29 | u. 2. Wirtschaftsgebäude         |              |      |

### Penkow
| ID  | Lage                      | Bezeichnung | Beschreibung | Bild        |
| --- | ------------------------- | ----------- | ------------ | ----------- |
| 569 | B192 nach Malchow- rechts | Meilenstein |              | Meilenstein |

### Poppentin
| ID  | Lage                            | Bezeichnung                  | Beschreibung | Bild                         |
| --- | ------------------------------- | ---------------------------- | ------------ | ---------------------------- |
| 646 | Kirchpoppentiner Str. 2 (Karte) | ehem. Schule (Pfarrhaus)     |              | ehem. Schule (Pfarrhaus)     |
| 646 | Kirchpoppentiner Str. 2 (Karte) | Scheune (Querdielen)         |              | Scheune (Querdielen)         |
| 646 | Kirchpoppentiner Str.           | Schwengelpumpe               |              |                              |
| 646 | Kirchpoppentiner Str. 3         | Wirtschaftsgebäude (Remise)  |              |                              |
| 647 | Kirchpoppentiner Straße         | Straßenraum m. Pflasterung   |              |                              |
| 648 | Friedhof (Karte)                | Grabmal für Fam. V. Winckler |              | Grabmal für Fam. V. Winckler |
| 649 | Friedhof (Karte)                | Grabanlage "Fieda Glantz"    |              | Grabanlage "Fieda Glantz"    |
| 650 | Kirchpoppentiner Str.5 (Karte)  | Kirche                       |              | Weitere Bilder               |

### Roez
| ID  | Lage                        | Bezeichnung                                | Beschreibung | Bild |
| --- | --------------------------- | ------------------------------------------ | --- | ---- |
| 808 | Malchower Str. 31 / 32 / 33 | ehem. Gutsanlage mit Gutshaus und          | ehemalige Gutsanlage mit Gutshaus und Wirtschaftsgebäude westlich des Gutshauses, Reste von Park und Gutsgarten: Sanierter, 1.gesch., 9-achs. Backsteinbau vom Anfang des 18. Jhs., Umbauten Ende des 19. Jhs. mit 2-gesch. Mittelrisalit |      |
| 808 | Malchower Str. 36           | Wirtschaftsgebäude westlich des Gutshauses | |      |
| 808 | Malchower Str.              | Zufahrt zum Gutshof mit Allee und          | |      |
| 808 | Malchower Str.              | Reste von Park- und Gutsgarten             | |      |
| 808 | Malchower Str.              | Transformatorenhaus                        | |      |

## Quelle
- Karte der Baudenkmale im Geoportal des Landkreises